# قائمة بمنتجعات ومناطق التزلج في إيران
قائمة بمنتجعات ومناطق التزلج في إيران  ان مناطق التزلج في جمهورية إيران تُعَد من أفضل وجهات إيران والعالم المستقطبة لهواة الأنشطة الشتوية  بالإضافة إلى الجبال المغطاة بالثلج الأبيض الناصع. وتلفريك يحلق فوق ارتفاعات خيالية تصل إلى 4 آلاف متر.

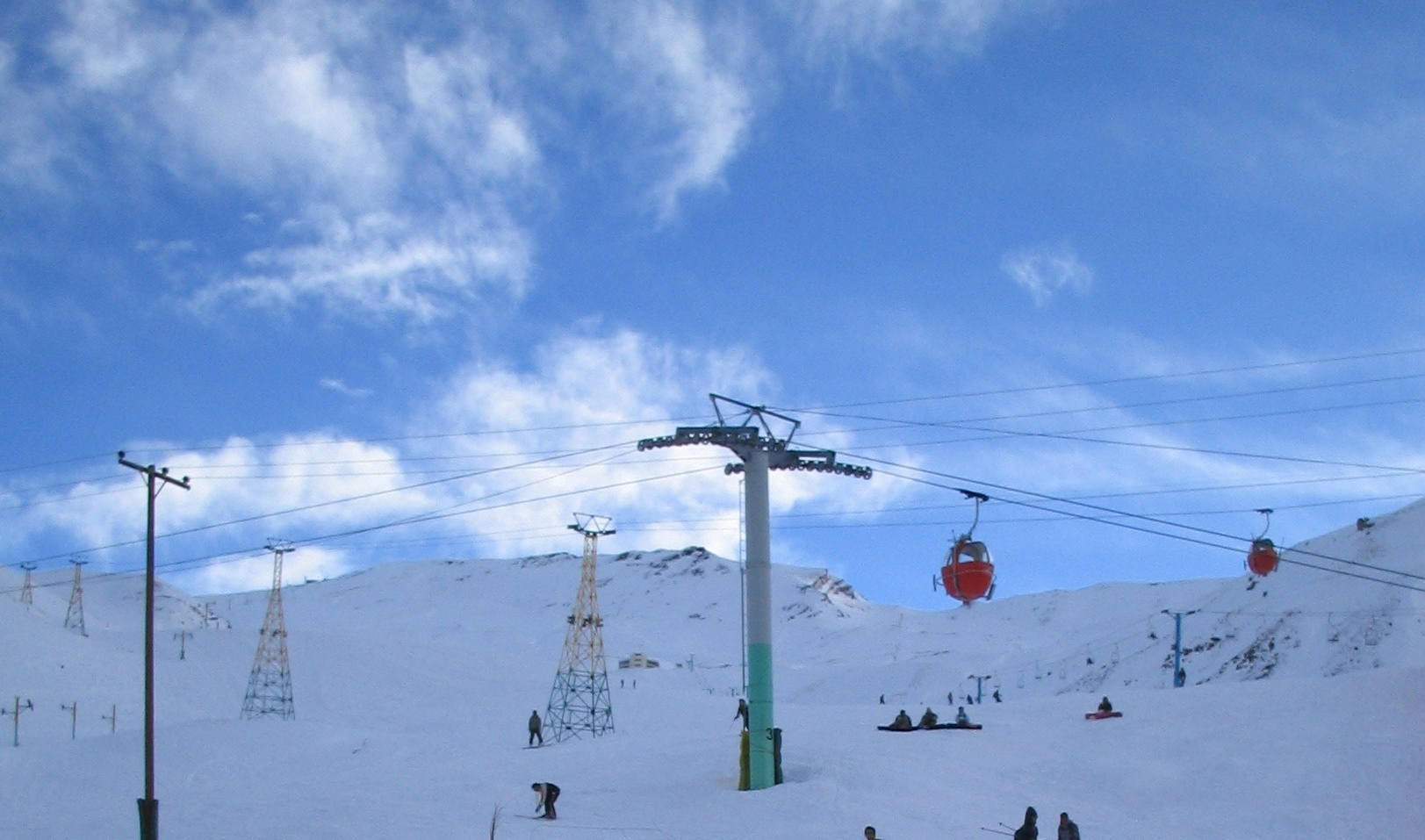
منتجع ديزين الدولي للتزلج

## نبذة عن أشهر وأفضل منتجعات التزلج في إيران
منتجع ديزين الدولي: هو منتجع في جبال ألبرز يُعَد أكبر وأهم منتجع في إيران ومنطقة الشرق الأوسط. ويقع في شمال العاصمة الإيرانية طهران بمدينة كرج وعلى بعد 80 كم من كرج إلى جالوس. كما وترتفع المنطقة المخصصة للتزلج من 2652 إلى 3622 متراً عن سطح البحر. يُعَد منتجع ديزين أول منتجع للتزلج على الجليد في إيران الذي كسب تأييد الاتحاد الدولي للتزلج لإقامة المباريات الرسمية، وتم اعتباره منتجعاً دولياً للتزلج على الجليد.
كما يُعَد منتجع ديزين للتزلج صفوة منتجعات التزلج في إيران وواحد من الأفضل من نوعه في الشرق الاوسط، حيث يوفر موسماً للتزلج أطول من المواسم التي توفرها معظم المنحدرات الأوروبية (من نوفمبر إلى مايو). عند قاعدته، يزيد ارتفاع هذا المنتجع بمقدار 350 متراً عن أعلى القمم في أوروبا. ويقطع التلفريك ارتفاعاً يصل إلى 3600  متر إلى القمة. تكتسي المنحدرات بحوالي سبعة أمتار من الثلج سنوياً، مما يوفر مجموعة متنوعة من التضاريس، ويجعل منه مكاناً مثالياً للمتزلجين المحترفين القادمين من بريطانيا والولايات المتحدة الأمريكية وكندا.

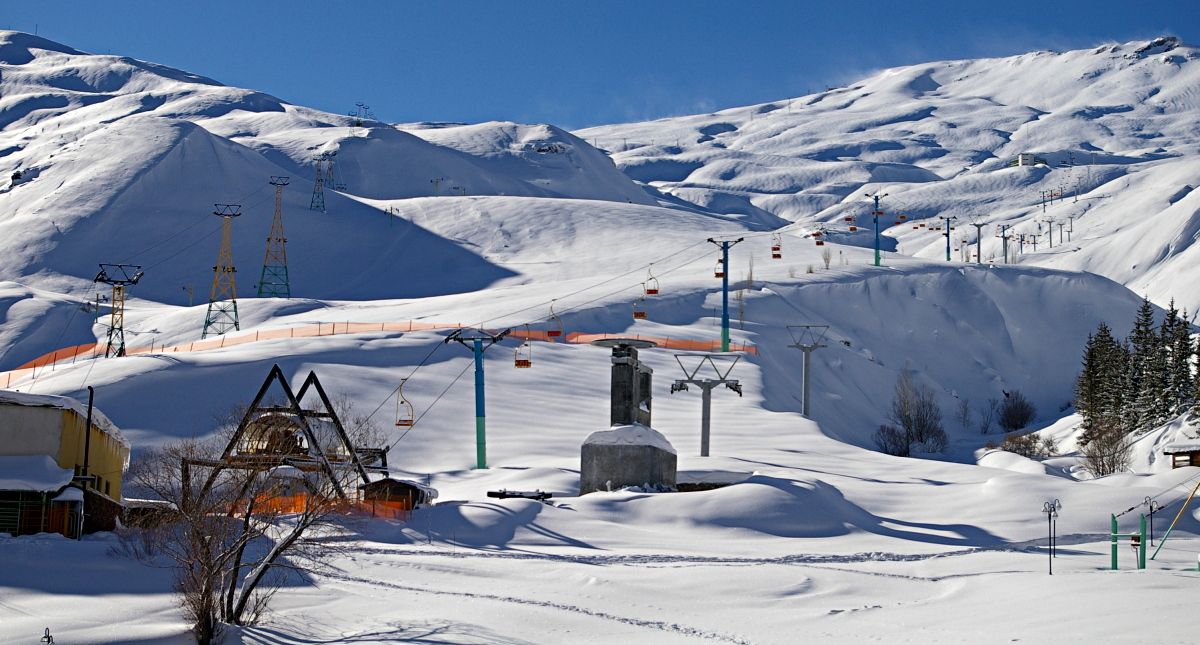
التزلج في منتجع ديزين الدولي في إيران

منتجع شمشك الدولي: هو ثاني أكبر منتجعات إيران للتزلج بعد منتجع ديزين الدولي والذي افتُتِحَ في عام 1958م، ويرتفع عن سطح البحر ب2600 متر ويبلغ طول ميادين التزلج فيه 3000 متر. ويقع في جبال ألبرز الشامخة في قرية شمشك شمال شرق العاصمة الإيرانية طهران فوق مرتفعات دربندسر.
منتجع دربندسر للتزلج: هو أحدث منتجع إيراني للتزلج حيث تم تشييده سنة 1982 للميلاد في قرية دربندسر بمنطقة رودبار قصران وعلى بعد 60 كم عن شمال شرق مدينة طهران، كما ويُعتبَر أحد أكبر منتجعات التزلج في إيران. أعلى قمة في منتجع دربندسر يبلغ ارتفاعها (3050) متر. ويستقبل عشاق التزلج  من اواسط نوفمبر إلى اواخر أبريل حيث يبقى التزلج ممكناً فيه لستة أشهر سنوياً.
منتجع توجال: هو منطقة ترفيهية شعبية لسكان طهران والذي يُعَد من اقرب منتجعات التزلج في إيران مسافةً من العاصمة طهران واكثرها ازدحاماُ. ويقع في منطقة شميرانات على بعد 5 كم عن ساحة تجريش بشمال شرق طهران.
يتكون منتجع توجال من 3 منتجعات منفصلة، منتجع القمة ومنتجع السفح الغربي ومنتجع المحطة السابعة إلى المحطة الخامسة. ويصل الارتفاع في أعلى قممه إلى 3750 متراً وتميّزها الثلوج الكثيفة ذات نوعية جيدة لتسلق الجبل في منتجع توجال.

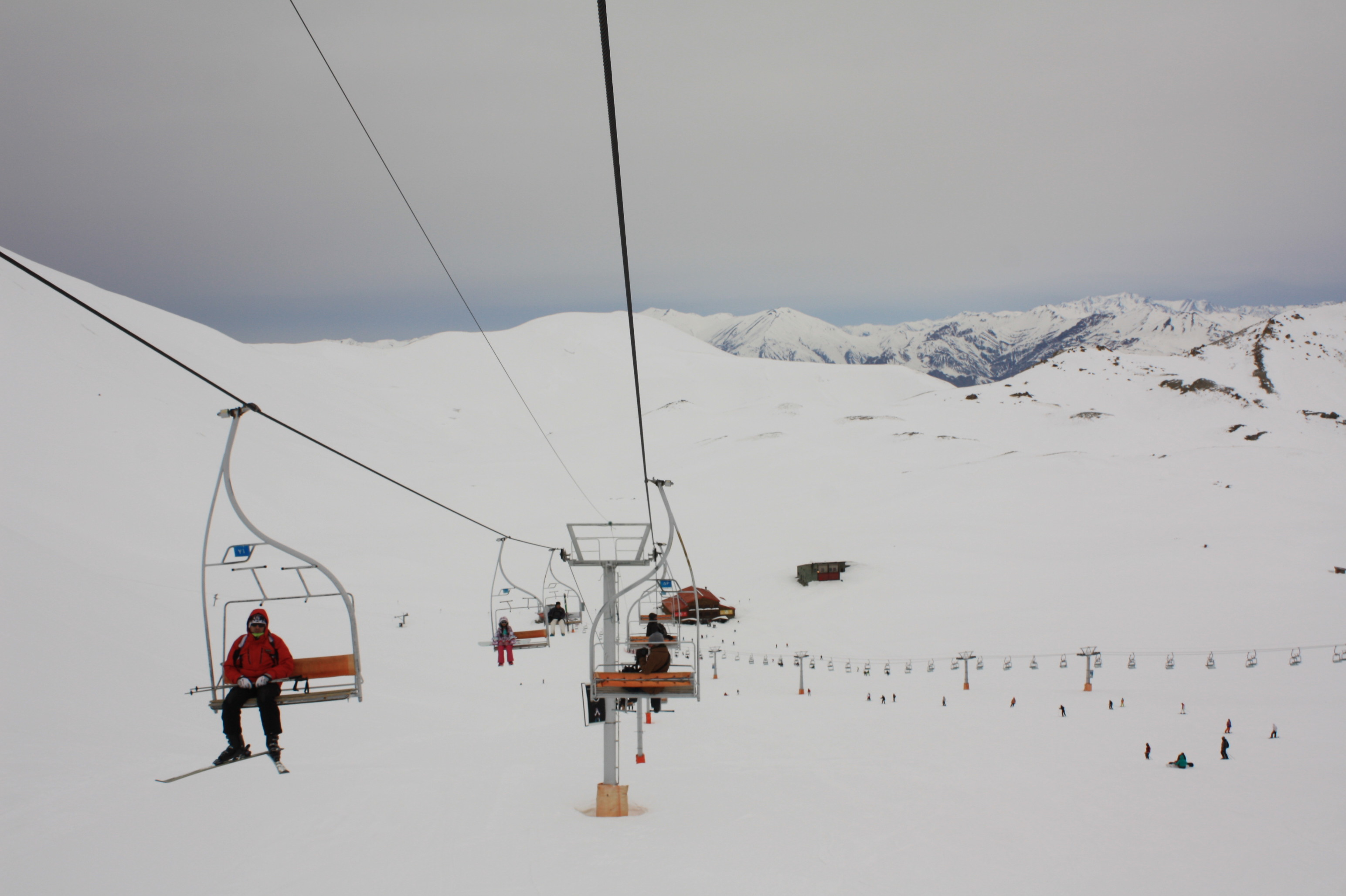
عربات التلفريك في منتجع توجال السياحي

منتجع بولاد كف الدولي للتزلج: أو كما يُطلَق عليه ايضاً بمنتجع سبيدان هو مجمع  رياضي ترفيهي ويُعَد ثاني أكبر منتجع للتزلج الدولي في إيران من حيث سقوط الثلوج الكثيفة والتي تبدأ من منتصف الخريف إلى أوائل الربيع، ويقع في مدينة سبيدان (85 كم شمال شرق شيراز) و15 كم من ارداكان (فارس).[بحاجة لمصدر] حيث يُعتبَر أحد أكبر منتجعات إيران الدولية للتزلج.

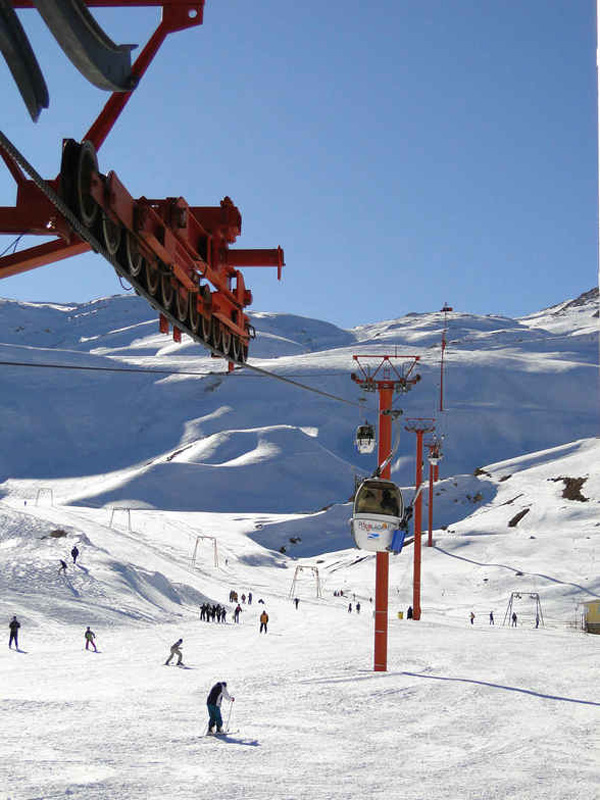
منتجع بولاد كف الدولي للتزلج

منتجع الوارس الدولي: هو اوسع وأكبر منصة للتزلج على الجليد في إيران. ويستقر هذا المنتجع على سفح جبل سبلان  ذو المناظر الخلابة في محافظة اردبيل شمال جمهورية إيران، حيث تُعَد منطقة الوارس بالإضافة إلى أنها أكبر منصة للتزلج منطقة سياحية وثقافية ورياضية، تجذب اليها السواح من داخل إيران وخارجها.

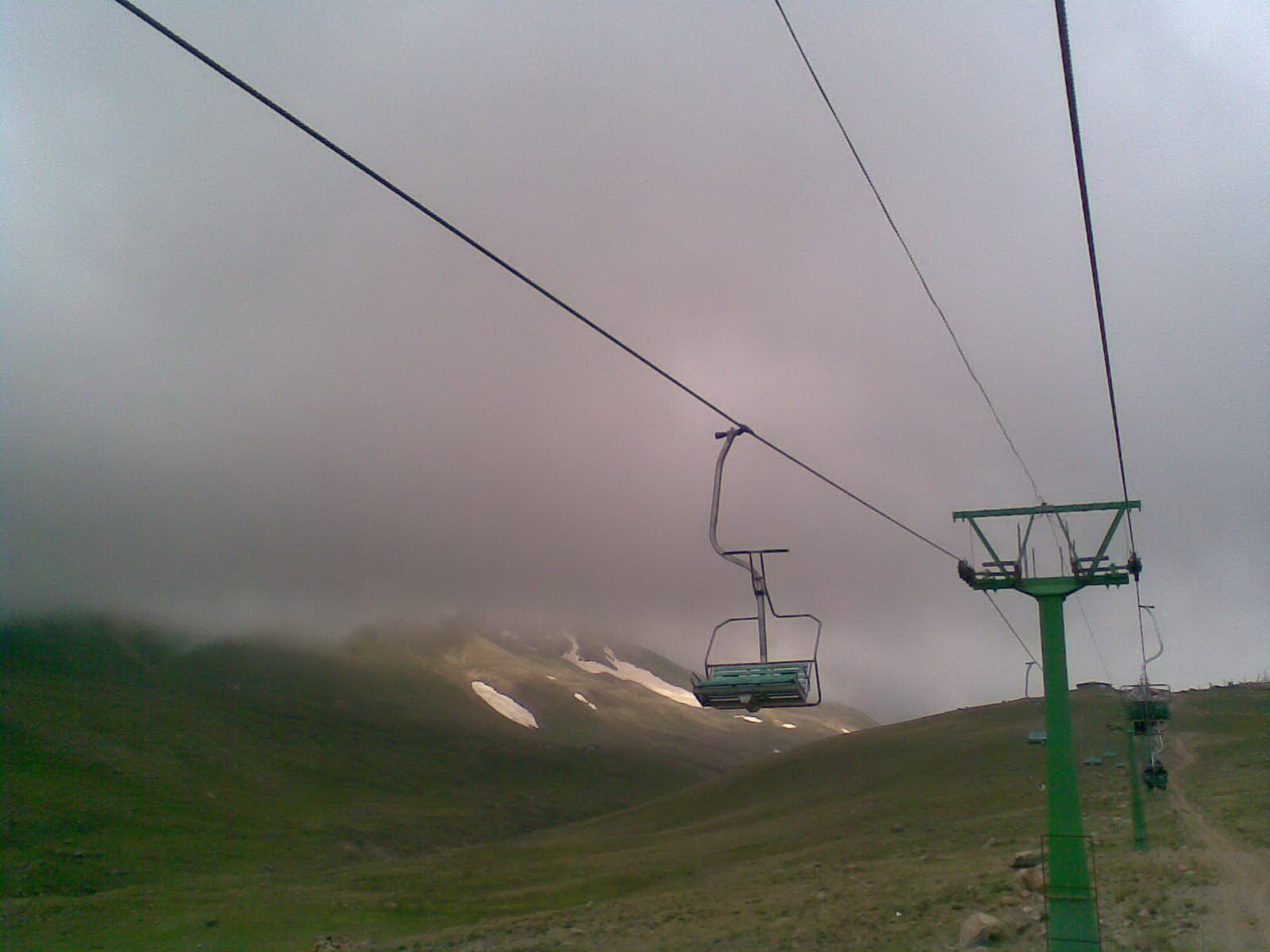
عربات التلفريك في منتجع الوارس الدولي للتزلج

منتجع آب علي للتزلج: هو أحد أهم منتجعات التزلج في طهران. كما ويُعَد اقدم المنتجعات الجليدية في إيران، وكان أول منتجع تم تزويده بالمصاعد (التلفريك). ويعود تاريخ تركيب الأجهزة المستخدمة في المنتجع إلى عام 1953م. يصل ارتفاعه إلى 2800م فوق سطح البحر ويُعتبَر هذا المنتجع موقع سياحي. يحتل هذا الموقع الجليدي السياحي مكاناً مميزاً مما جعل عشاق الطبيعة يقصدونه من كل مكان. يمتد على طريقه المناظر الجميلة من الوديان والجبال والحدائق وينابيع المياه المعدنية.

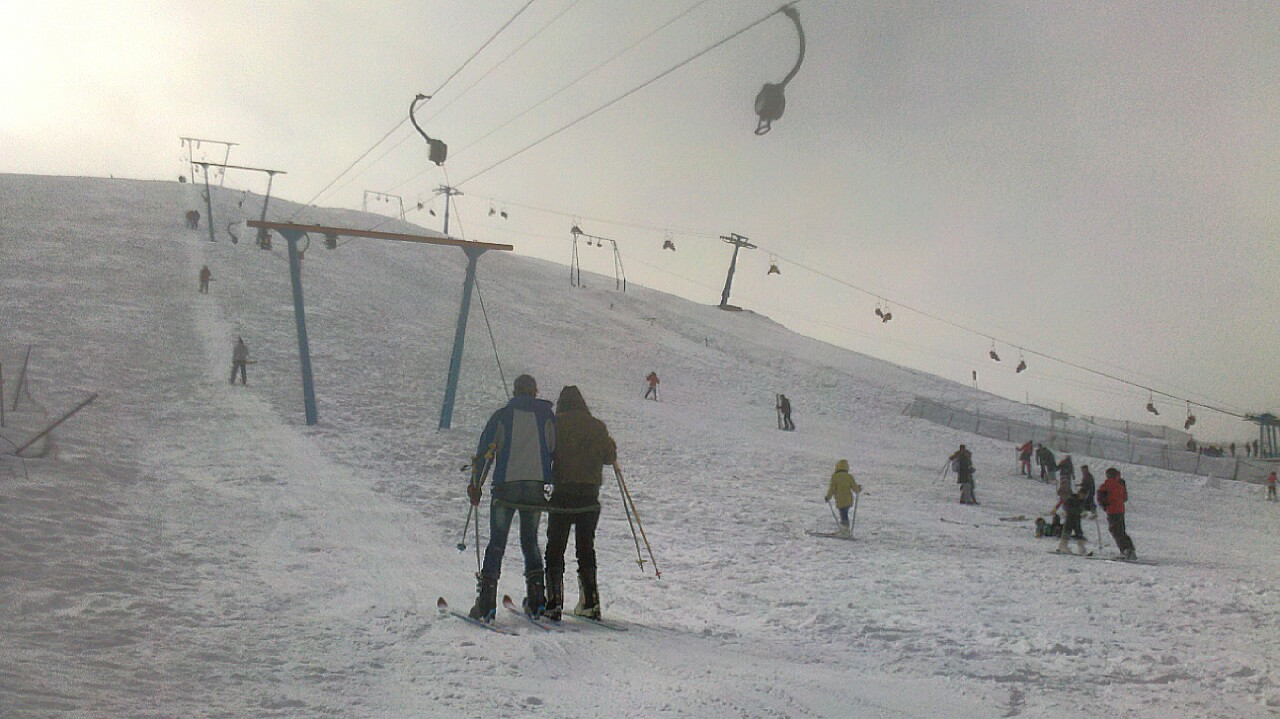
التزلج على الجليد داخل منتجع آب علي

منتجع خوشاكو: يقع في محافظة أذربيجان الغربية وعلى بعد مسافة حوالي (35) دقيقة عن مدينة اروميه وفي منطقة راجان الجميلة حيث يوفر هذا المنتجع تجربة جميلة لهواة التزلج على الثلوج وذلك باسباب متنوعة منها جبال ذات منحدرات مثالية وهطول الثلوج الغزيرة.
منتجع جلكرد: يقع منتجع جلكرد للتزلج في جنوب غرب إيران وفي مدينة جلكرد بمحافظة جهارمحال وبختياري والتي تُدعى سقف إيران بسبب كونها أعلى محافظات إيران. ويُعتبَر منتجع جلكرد أحد أبرز المنتجعات الواقعة في جبال زاكروس المرتفعة وذلك بفضل ميزاته المتعددة منها المنحدرات الحادة والثلوج الكثيفة والهواء المشمس طيلة أغلبية أيام الشتاء والموقع الجغرافي المثالي حيث يقع في منطقة سياحية خلابة وشهيرة أي منطقة كوهرنك ذات الطبيعة العذراء.

## منتجعات ومناطق التزلج على الجليد في إيران
- منتجع تزلج شمشك (مقاطعة طهران)  [23]
- منتجع تزلج توجال (طهران)  [5]
- منتجع تزلج آب علي (مقاطعة طهران)  [24]
- منتجع تزلج دربندسر (مقاطعة طهران)  [25]
- منتجع تزلج دیزین (مقاطعة البرز)
- منتجع تزلج خور (مقاطعة البرز)
- منتجع تزلج آلوارس (مقاطعة اردبیل)
- منتجع تزلج روی چمن جنگل فندقلوی نمین (مقاطعة اردبیل)
- منتجع تزلج بولاد کف (مقاطعة فارس)
- منتجع تزلج التربية البدنية فارس (مقاطعة فارس)
- منتجع تزلج خوشاکو (ارومیه)
- منتجع تزلج نسار (بیجار)
- منتجع تزلج کاکان (مقاطعة کهکیلویه وبویراحمد)
- منتجع تزلج وادي الظلام (همدان)
- منتجع تزلج سهند (مقاطعة آذربایجان الشرقية)
- منتجع تزلج شهمیرزاد (مقاطعة سمنان)
- منتجع تزلج شیرباد (مقاطعة خراسان رضوي)
- منتجع تزلج جلكرد (مدينة کرد)
- منتجع تزلج فریدون (مقاطعة أصفهان)
- منتجع تزلج پاپایی (مقاطعة زنجان)
- منتجع تزلج کامان (مقاطعة قزوین)
- منتجع تزلج سقز (مقاطعة کردستان)
- منتجع تزلج یام (مقاطعة آذربایجان الشرقية)[26]

## معرض الصور

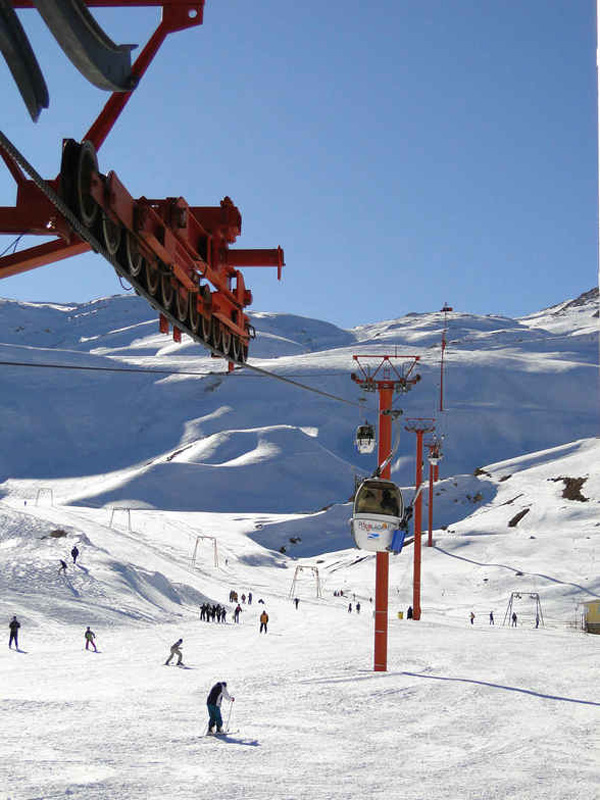
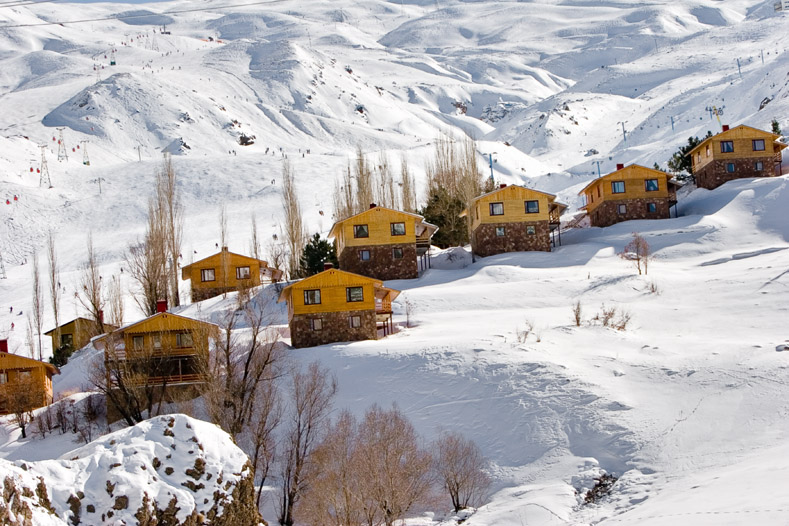
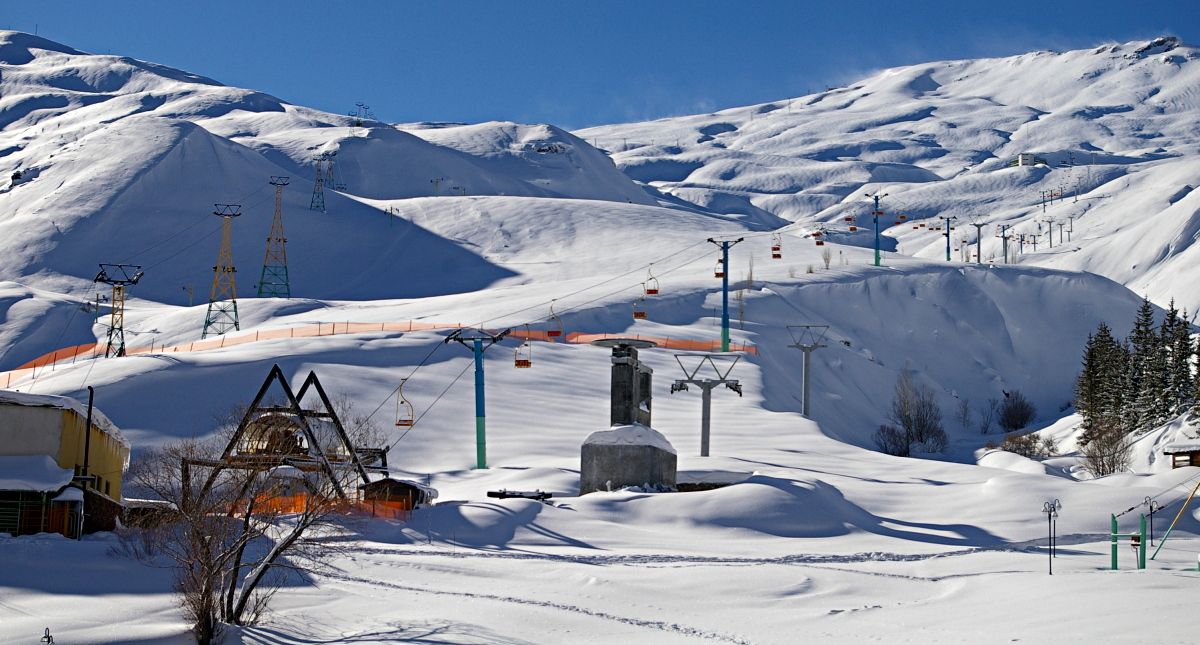
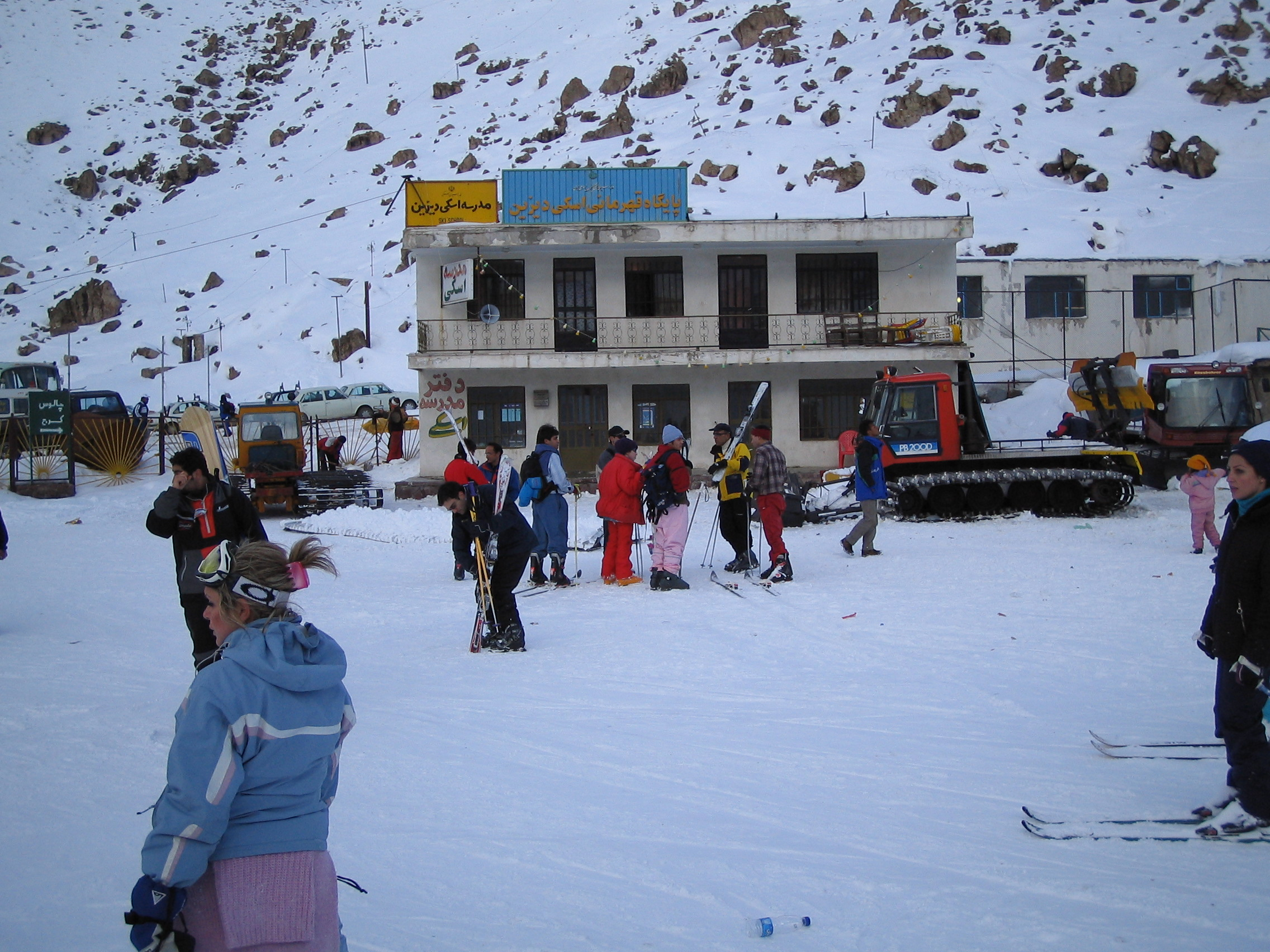
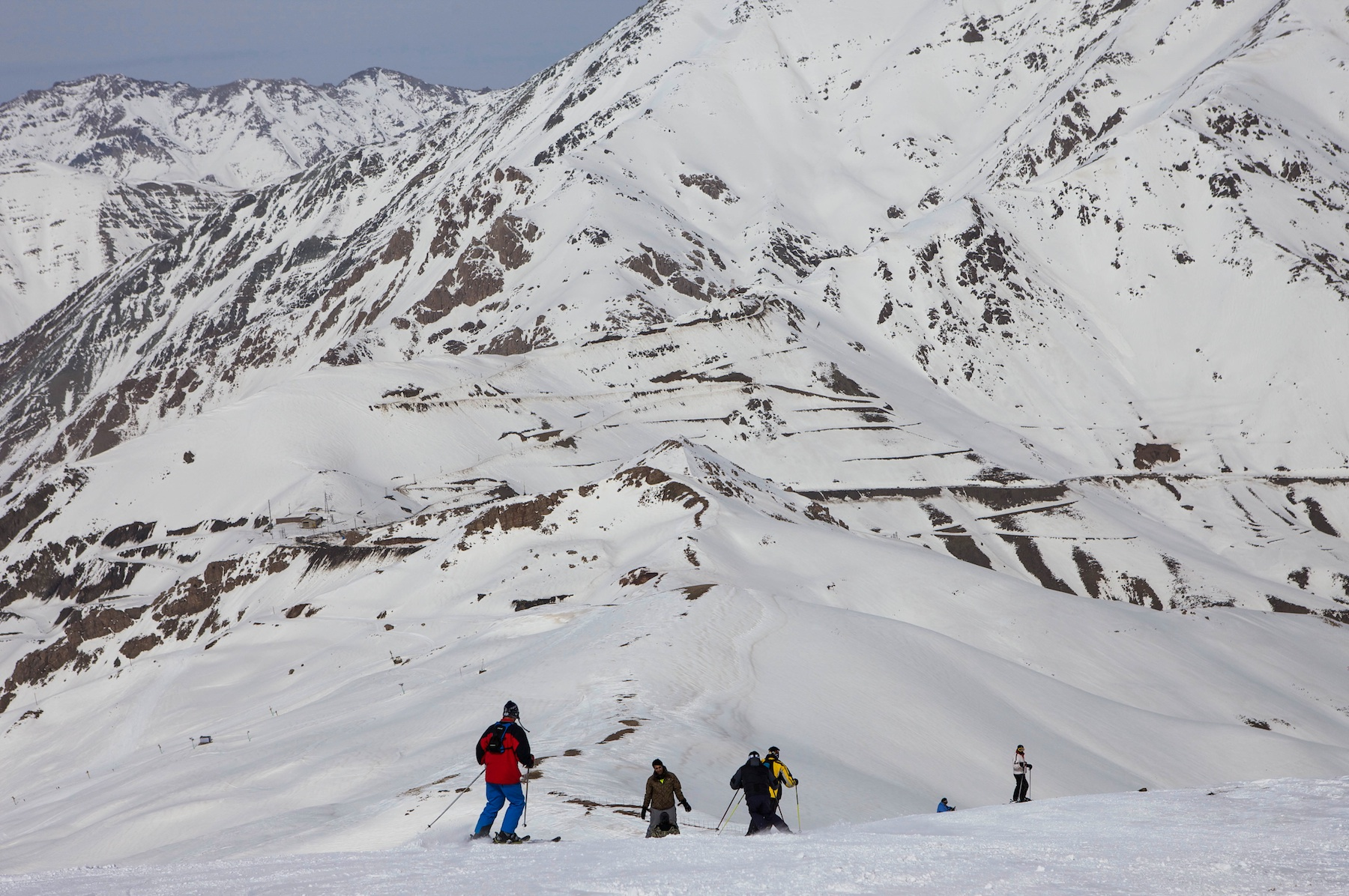
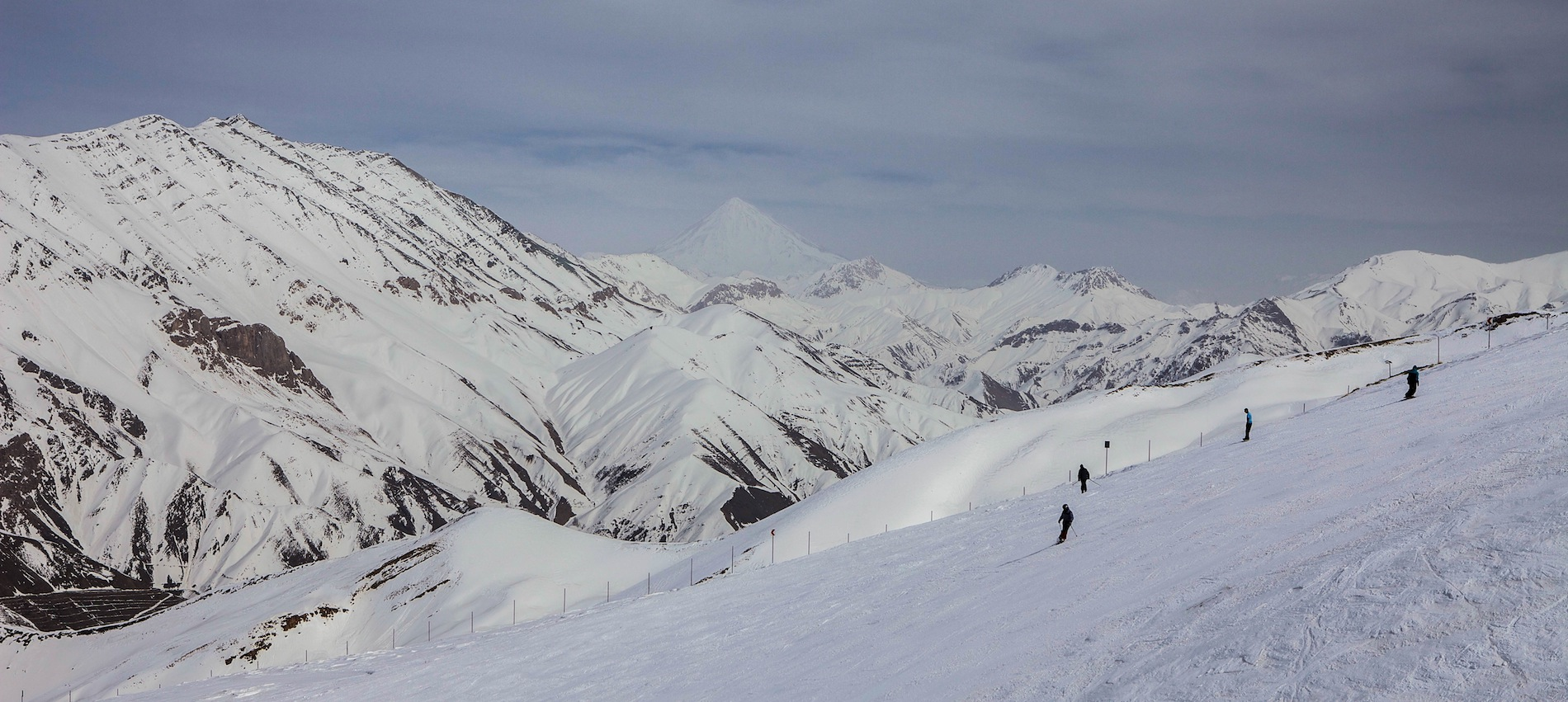
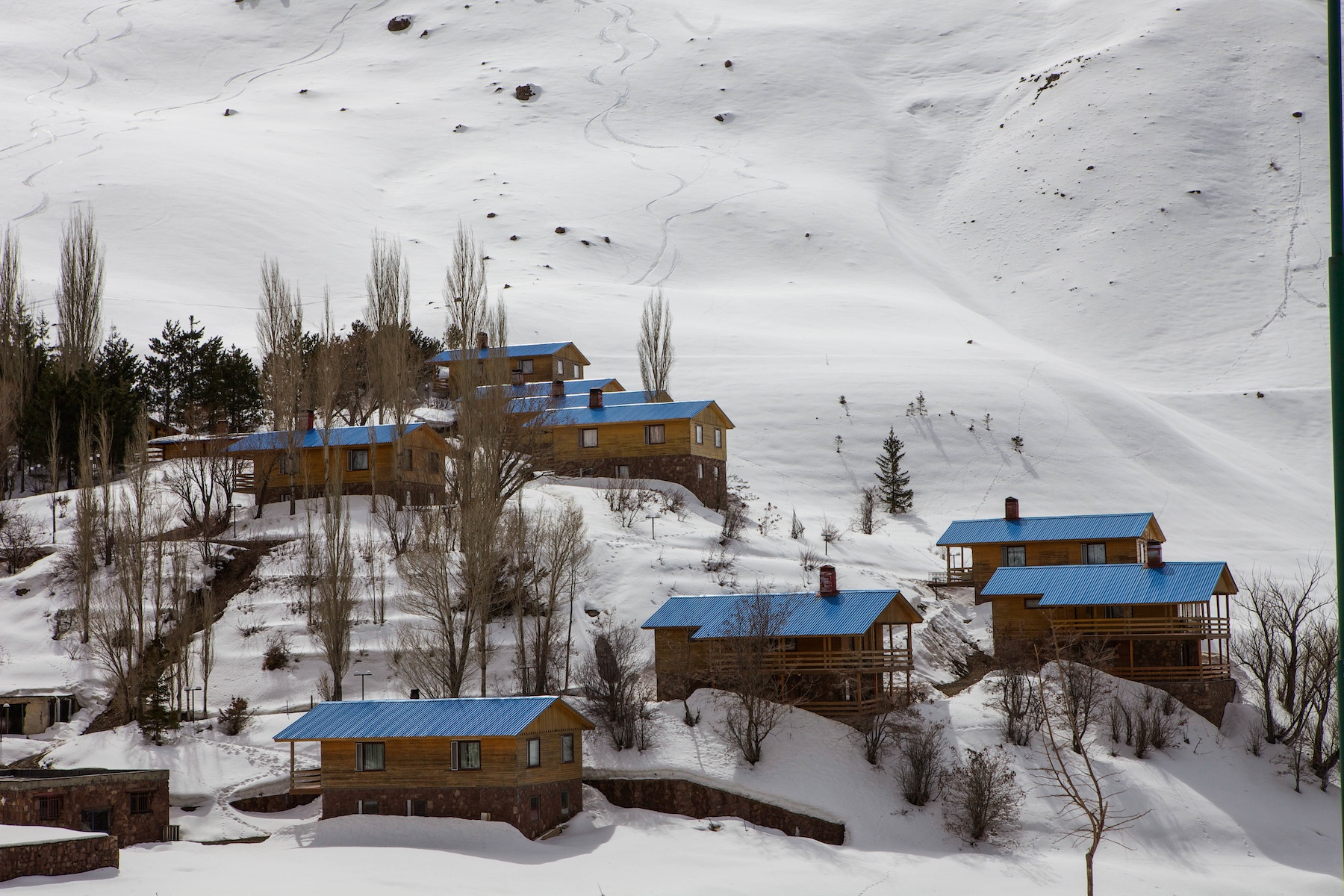
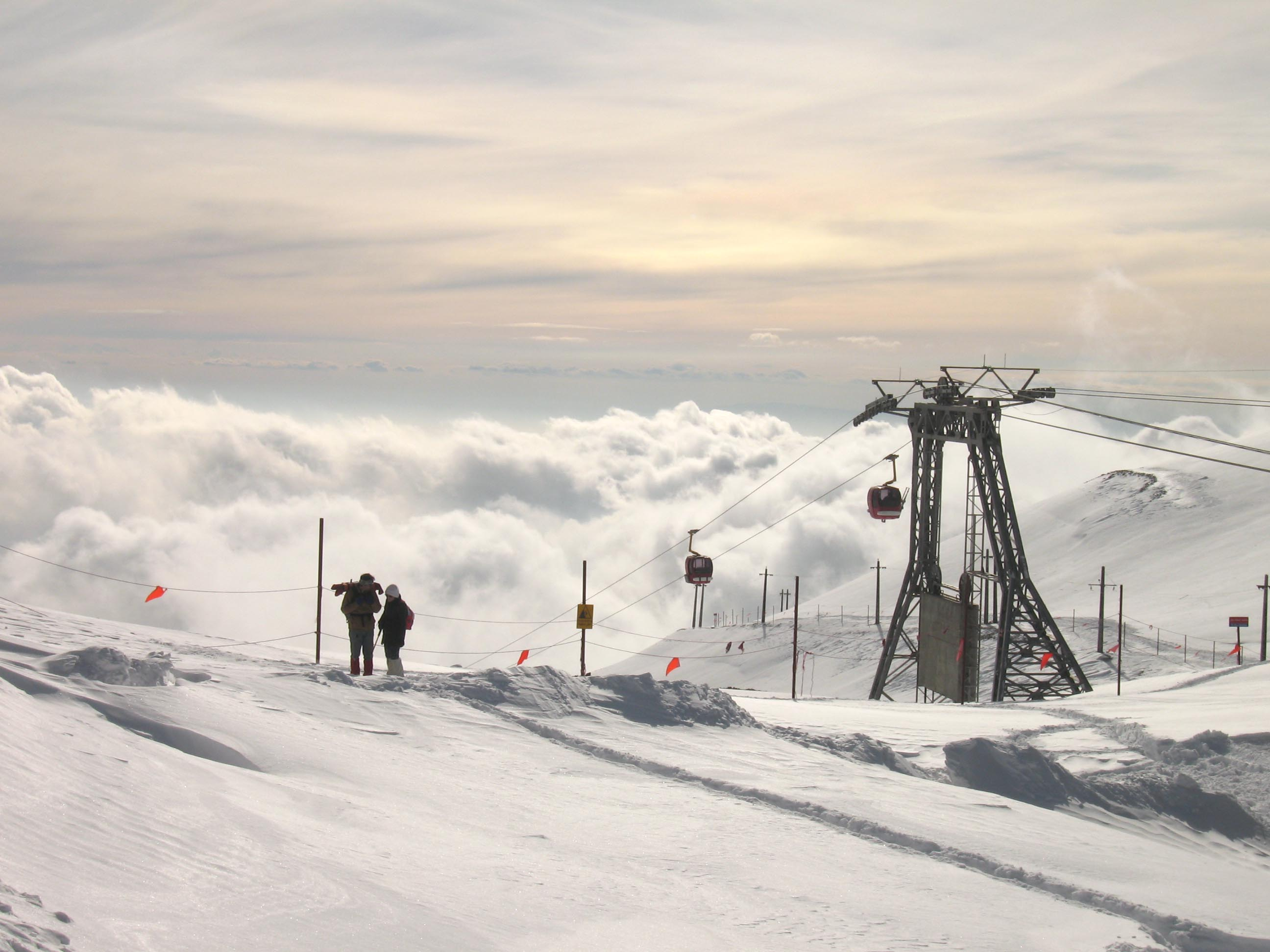
7th Station; طهران under the clouds
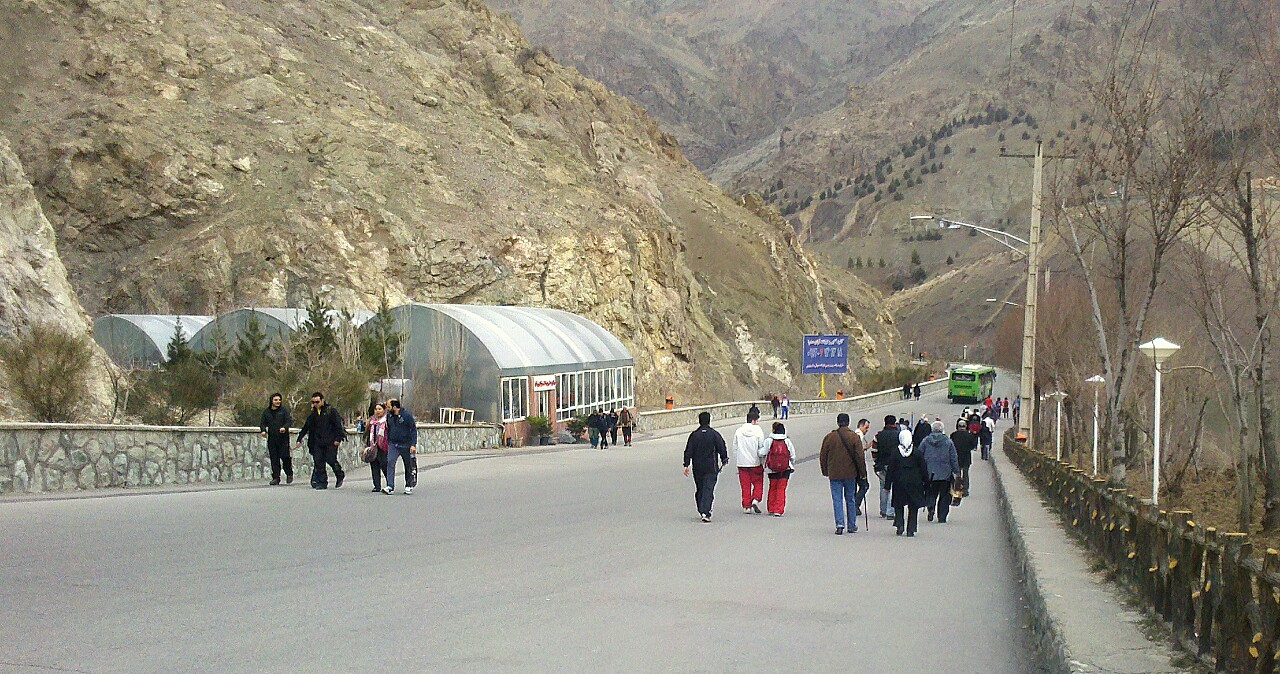
Pedestrians near the entrance to the complex.
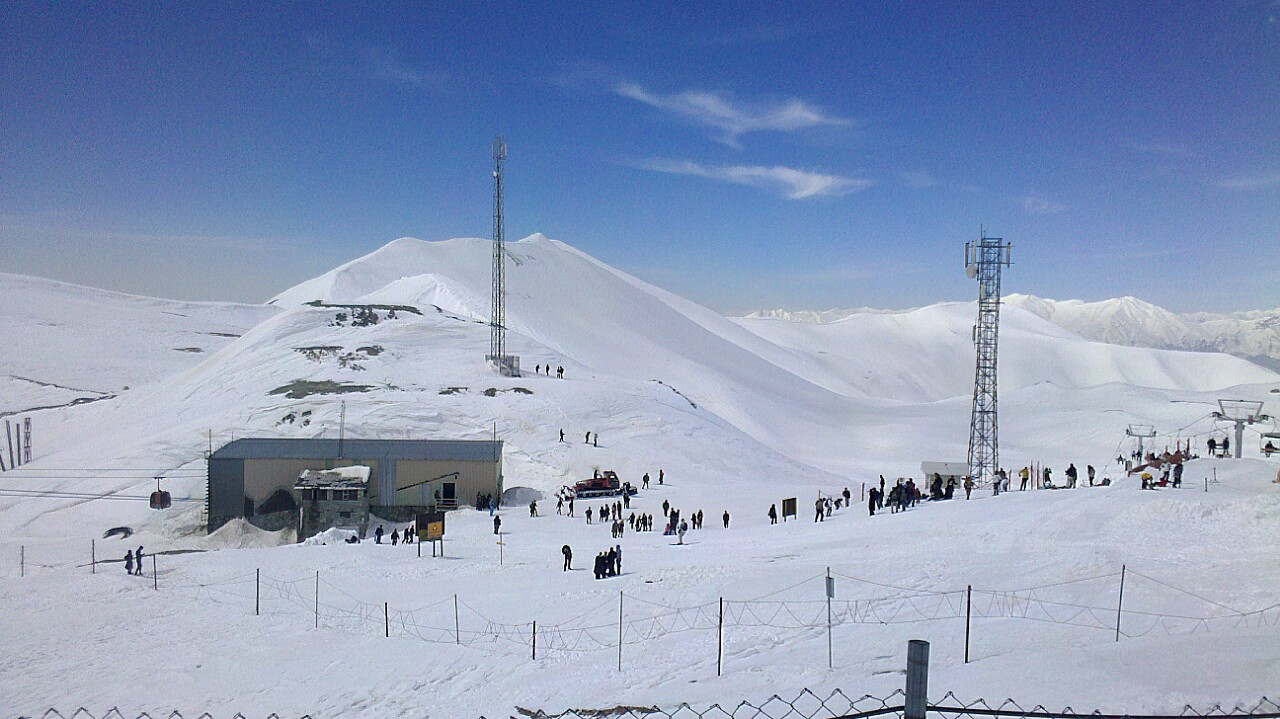
7th Station and Skiing resort.
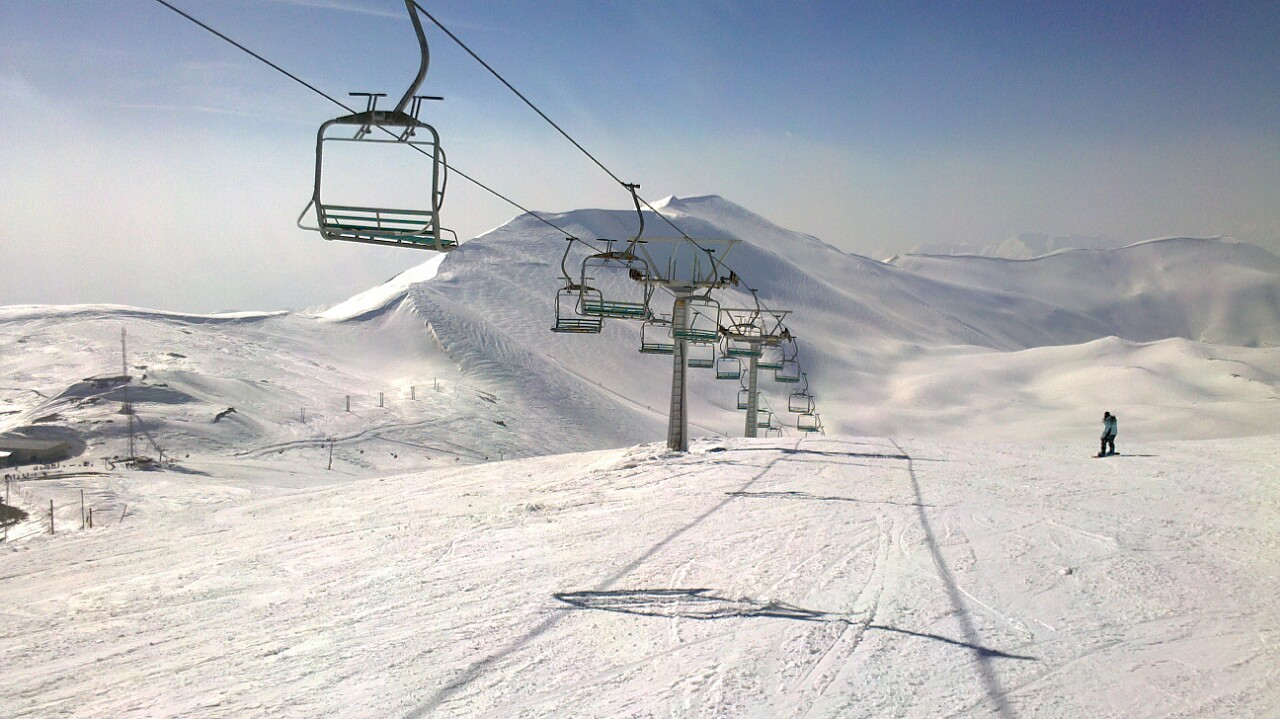
Skiing resort.
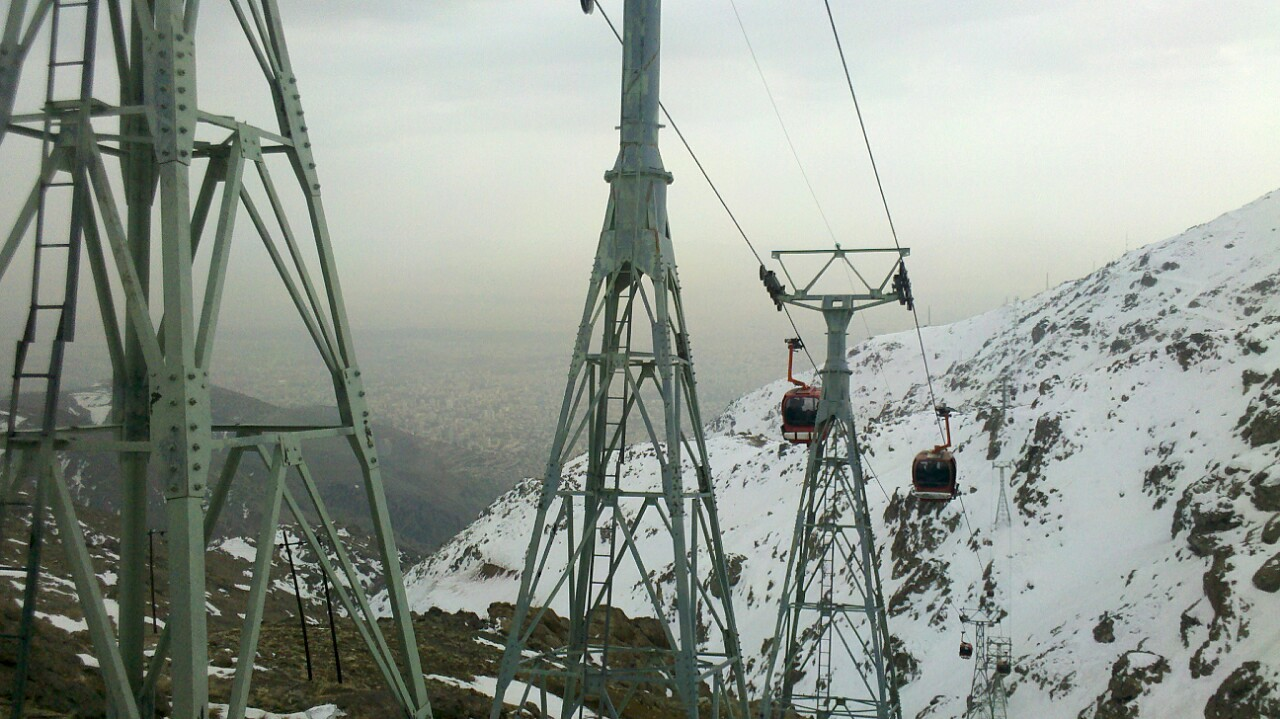
Telecabin between 5th and 7th station.
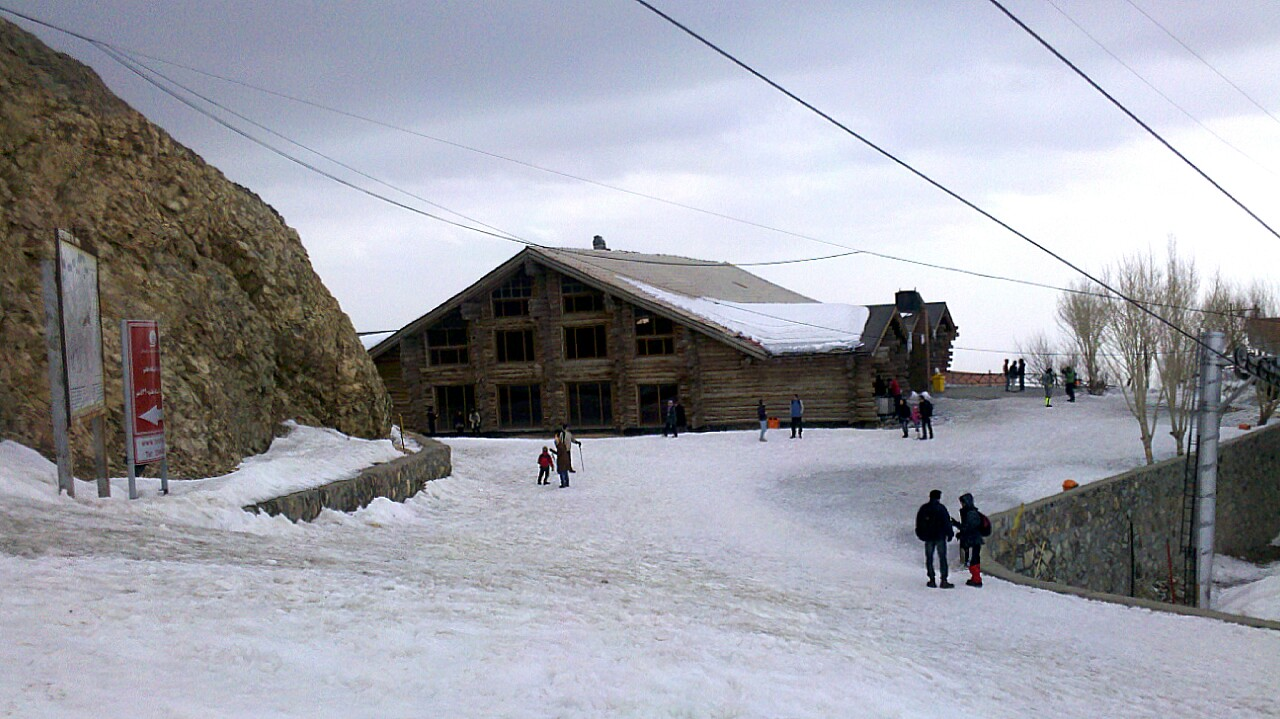
Hotel in 5th station.
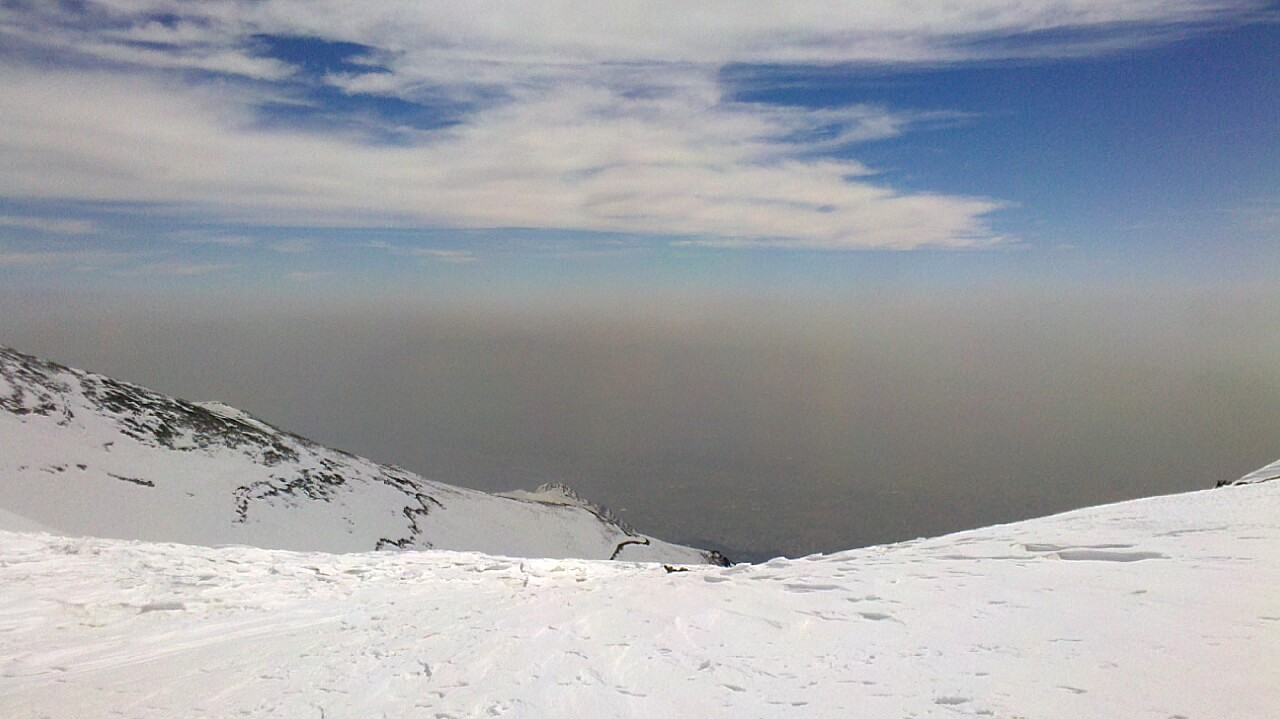
View of Tehran's polluted air from 7th station.
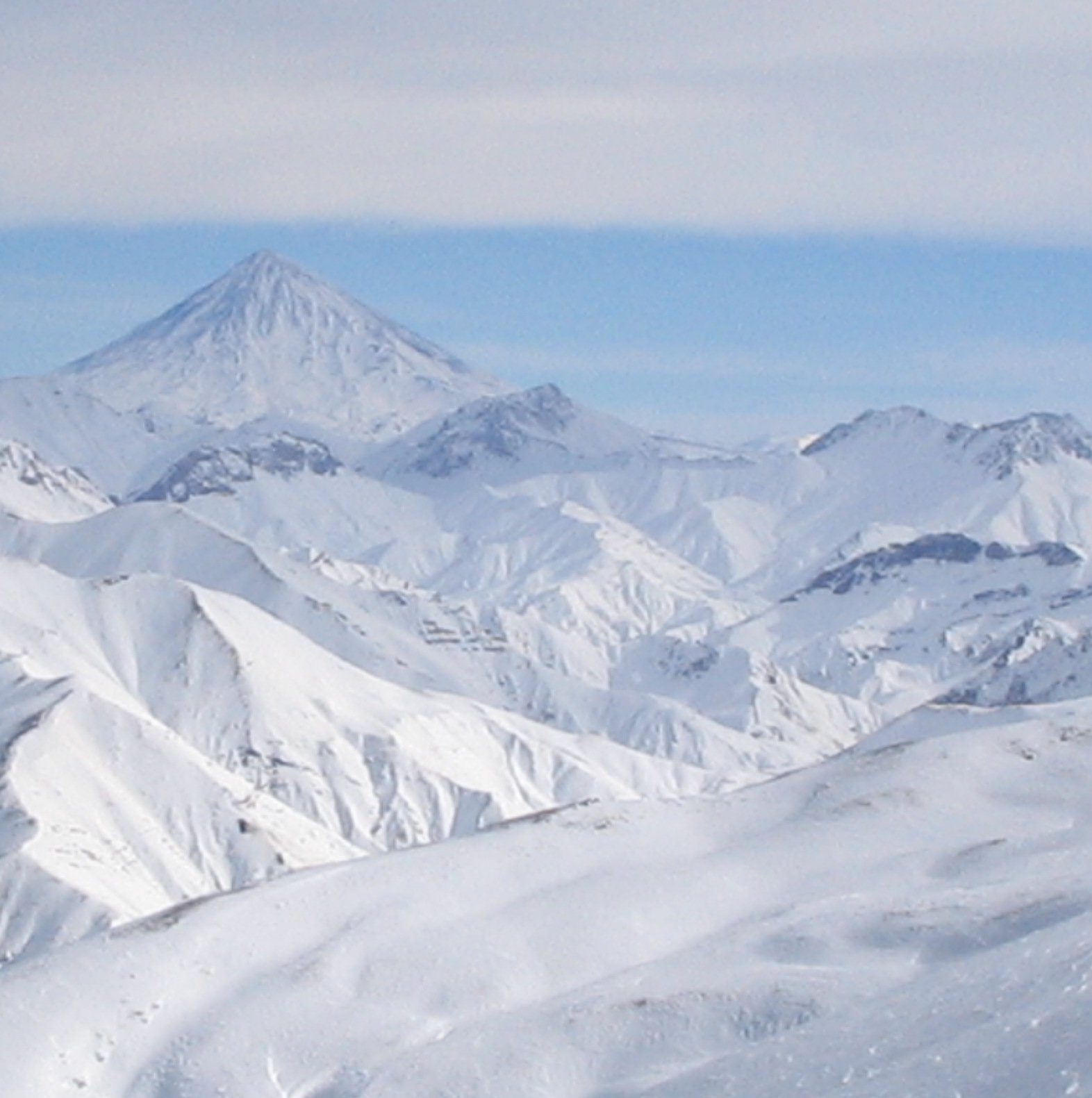
View of جبل دمافند as seen from Dizin
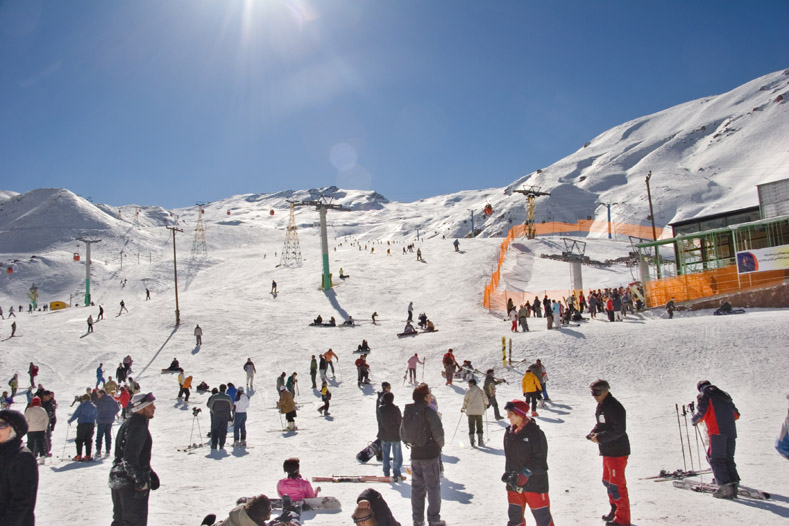
Skiers at the resort
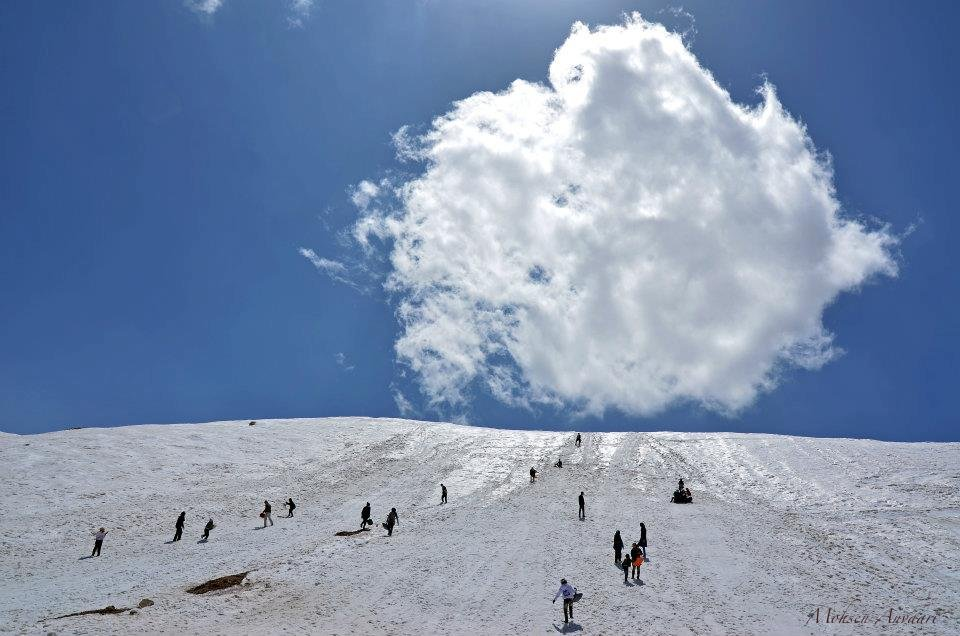
People sliding on the snow in Pooladkaf
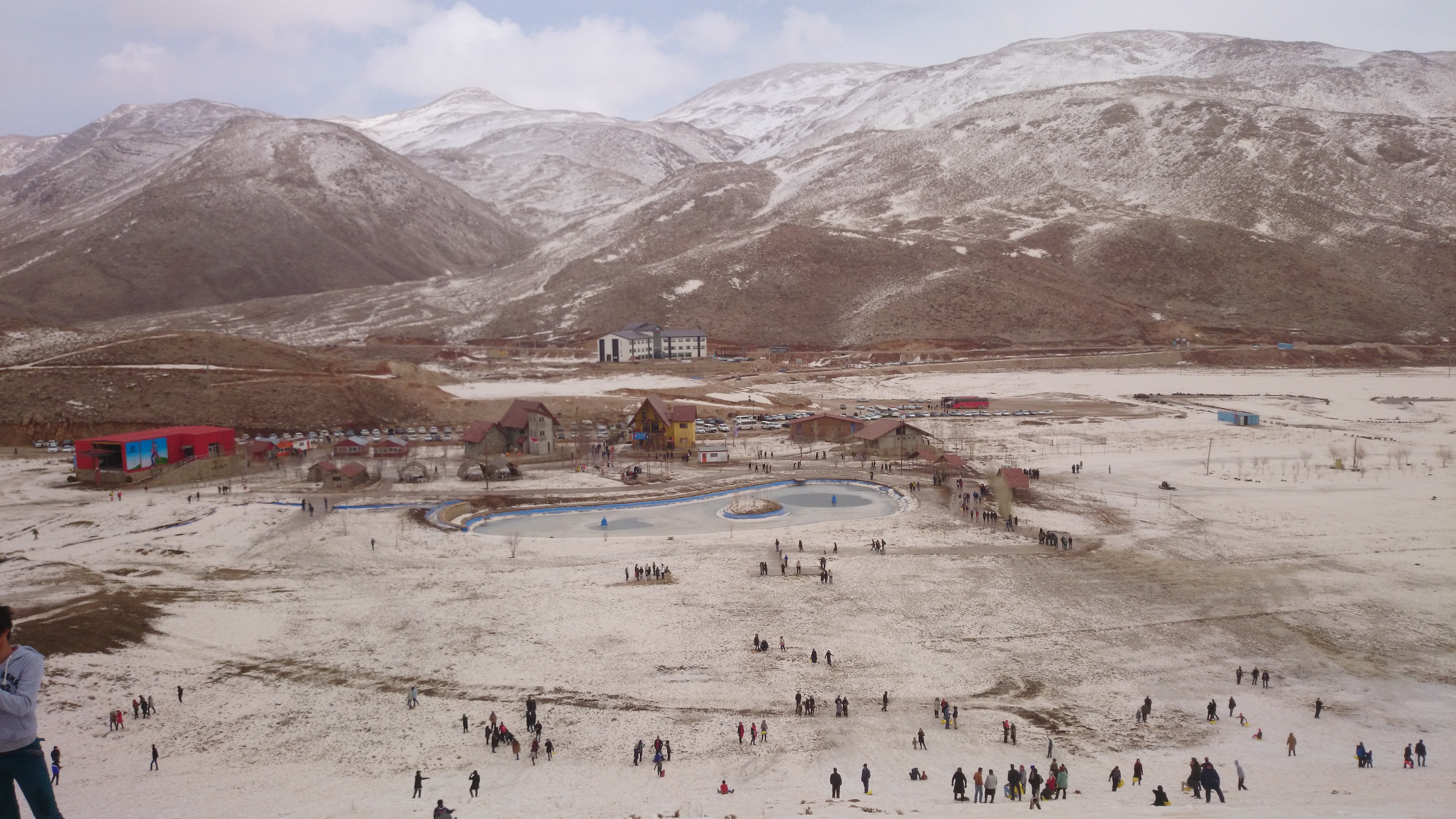
A view of the resort
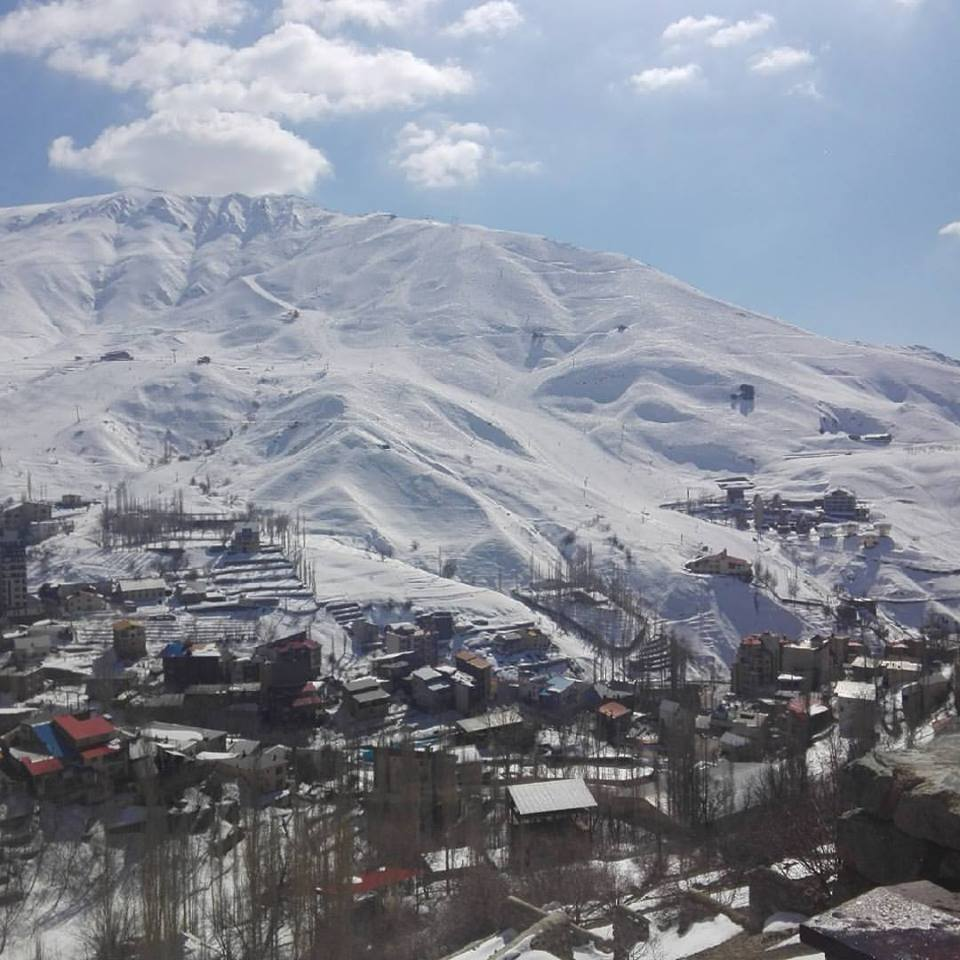
Shemshak Ski resort